# Котяча акула намібійська
Котяча акула намібійська (Haploblepharus pictus) — акула з роду Південноафриканська котяча акула родини Котячі акули. Інші назви «темна ляклива котяча акула», «похмура сором'язлива котяча акула», «пампушкова котяча акула».

## Опис
загальна довжина досягає 57-60 см. Зовнішністю дещо схожа на Haploblepharus edwardsii. Голова широка, сплощена зверху. Морда округла. Очі великі, мигдалеподібні, з мигальною перетинкою. Зіниці щілиноподібні. Під очима є невеличкі щічні горбики. За очима розташовані маленькі бризкальця. Ніздрі великі з довгими носовими клапанами. Губні борозни глибокі і короткі. Рот короткий та вигнутий. Зуби дрібні, з 3-5 верхівками, де центральна є високою та гострою, а бокові — маленькі. Розташовані у декілька щільних рядків. На верхній щелепі — 45-83 робочих зубів, на нижній — 47-75. У неї 5 пар зябрових щілин. Тулуб щільний, трохи гладке (товсте). Грудні плавці розвинені, великі. Має 2 спинних плавця однакового розміру. Передній починається навпроти кінця черевних плавців, задній — позаду анального плавця. Черевні плавці доволі широкі. Черевні плавці низькі. Хвостовий плавець довгий, вузький, гетероцеркальний.
Забарвлення коливається від світло-коричневого до сірувато-червонуватого, на спині іноді до чорного, кольору. Уздовж спини розташовані 6-8 сідлоподібних плям помаранчевого, коричневого, чорного кольорів. Між плямами розкидані білі плямочки. Черево має білувате або кремове забарвлення. на парних плавцях іноді присутні маленькі темні плями.

## Спосіб життя
Тримається на глибині до 35 м. Воліє до прибережної мілини, скелястих рифів, кам'янисто-піщаного ґрунту, заростей водної рослинності. Млява та малорухлива акула. Як і інші представники роду, задля захисту здатна звертатися у кільце. Полює біля дна, є бентофагом. Живиться переважно ракоподібними, а також молюсками, дрібною костистою рибою, багатощетинковими черв'яками, голкошкірими, водоростями, падлом. Найбільшими ворогами цієї акули є великі скати та костисті риби, широконоса семизяброва акула, морські тварини, паразити.
Статева зрілість у самців настає при розмірах 40-57 см, самиць — 36—60 см (до 15 років). Це яйцекладна акула. Самиця відкладає 2 коричневих яйця у вигляді невеликих капсулів завдовжки 5,5 см та завширшки 2,5 см. Мають вусики та відростки, якими чіпляються до каміння, рифів та ґрунту. Інкубаційний період триває 6—10 місяців. Репродуктивний цикл безперервний. Народжені акуленята становлять 10—12 см.
Тривалість життя до 25 років.
Не є об'єктом промислового вилову.

## Розповсюдження
Мешкає від акваторії міста Людериц (південна Намібія) до річки Штормів (Східна Капська провінція, ПАР). Особливо часто зустрічається західніше мису Голкового (біля неофіційної межі Індійського та Атлантичного океанів).